# Colombiaans voetbalelftal in 1984
Het Colombiaans voetbalelftal speelde in totaal vijf officiële interlands in het jaar 1984, waarvan alle vriendschappelijk. De nationale selectie stond onder leiding van oud-international Efraín Sánchez, die aan het einde van het jaar plaatsmaakte voor Gabriel Ochoa Uribe.

## Balans
| Wedstrijden | Wedstrijden | Wedstrijden | Wedstrijden | Doelpunten | Doelpunten | Doelpunten | Punten |
| Gespeeld    | Winst       | Gelijk      | Verlies     | Voor       | Tegen      | Saldo      | Punten |
| ----------- | ----------- | ----------- | ----------- | ---------- | ---------- | ---------- | ------ |
| 5           | 1           | 2           | 2           | 2          | 3          | –1         | 0.800  |

## Interlands
|                                                    |                          |       |                  |                                                                                          |
| 26 juli Vriendschappelijk № 142 «onderlinge duels» | Colombia                 | 1 – 1 | Peru             | Estadio El Campín, Bogota Toeschouwers: 22.000 Scheidsrechter: Armando Pérez Hoyos (COL) |
| 26 juli Vriendschappelijk № 142 «onderlinge duels» | Miguel Prince 18' (pen.) |       | 62' Abel Lobatón | Estadio El Campín, Bogota Toeschouwers: 22.000 Scheidsrechter: Armando Pérez Hoyos (COL) |

|                                                       |      |       |          |                                                                                |
| 9 augustus Vriendschappelijk № 143 «onderlinge duels» | Peru | 0 – 0 | Colombia | Estadio Nacional, Lima Toeschouwers: 22.000 Scheidsrechter: Enrique Labo (PER) |
| 9 augustus Vriendschappelijk № 143 «onderlinge duels» |      |       |          | Estadio Nacional, Lima Toeschouwers: 22.000 Scheidsrechter: Enrique Labo (PER) |

|                                                        |                          |       |            |                                                                                   |
| 24 augustus Vriendschappelijk № 144 «onderlinge duels» | Colombia                 | 1 – 0 | Argentinië | Estadio El Campín, Bogota Toeschouwers: 35.000 Scheidsrechter: Elias Jacomé (ECU) |
| 24 augustus Vriendschappelijk № 144 «onderlinge duels» | Miguel Prince 56' (pen.) |       |            | Estadio El Campín, Bogota Toeschouwers: 35.000 Scheidsrechter: Elias Jacomé (ECU) |

|                                                      |               |       |          |                                                                                              |
| 9 oktober Vriendschappelijk № 145 «onderlinge duels» | Mexico        | 1 – 0 | Colombia | Memorial Coliseum, Los Angeles Toeschouwers: 42.000 Scheidsrechter: Howard Krollfeifer (USA) |
| 9 oktober Vriendschappelijk № 145 «onderlinge duels» | Tomás Boy 35' |       |          | Memorial Coliseum, Los Angeles Toeschouwers: 42.000 Scheidsrechter: Howard Krollfeifer (USA) |

|                                                       |                  |       |          |                                                                        |
| 11 oktober Vriendschappelijk № 146 «onderlinge duels» | Verenigde Staten | 1 – 0 | Colombia | Memorial Coliseum, Los Angeles Toeschouwers: 24.000 Scheidsrechter: ?? |
| 11 oktober Vriendschappelijk № 146 «onderlinge duels» | Ade Coker 83'    |       |          | Memorial Coliseum, Los Angeles Toeschouwers: 24.000 Scheidsrechter: ?? |

## Statistieken
| Carlos Valencia      | 1953-12-30 | Deportivo Cali         | 5 | 0 | 0 | 6  | 0 |
| Verdediging          |            |                        |   |   |   |    |   |
| Miguel Prince        | 1957-07-30 | Millonarios            | 5 | 0 | 2 | 9  | 2 |
| Gildardo Gómez       | 1963-10-17 | Independiente Medellín | 5 | 0 | 0 | 5  | 0 |
| Víctor Luna          | 1959-10-28 | Atlético Nacional      | 5 | 0 | 0 |    |   |
| Álvaro Escobar       | 1955-05-16 | Independiente Medellín | 4 | 0 | 0 |    |   |
| Henry Viáfara        | 1953-04-20 | América de Cali        | 1 | 1 | 0 | 9  | 0 |
| Ever González        |            | Deportes Tolima        | 0 | 1 | 0 | 1  | 0 |
| Middenveld           |            |                        |   |   |   |    |   |
| Hernán Darío Herrera | 1957-10-28 | Atlético Nacional      | 5 | 0 | 0 | 22 | 7 |
| Pedro Sarmiento      | 1956-10-26 | Atlético Nacional      | 5 | 0 | 0 | 21 | 1 |
| Carlos Ricaurte      | 1959-10-08 | Atlético Nacional      | 4 | 0 | 0 |    |   |
| Willington Ortiz     | 1952-03-26 | América de Cali        | 3 | 0 | 0 | 37 | 8 |
| Miguel González      | 1962-05-13 | Unión Magdalena        | 1 | 1 | 0 | 2  | 0 |
| Federico Valencia    | 1962-06-24 | Millonarios            | 1 | 1 | 0 | 2  | 0 |
| Aanval               |            |                        |   |   |   |    |   |
| Manuel Córdoba       | 1960-02-10 | Millonarios            | 4 | 0 | 0 | 4  | 0 |
| Alex Valderrama      | 1960-10-01 | Atlético Junior        | 3 | 1 | 0 | 14 | 4 |
| William Knight       |            | Atlético Junior        | 3 | 0 | 0 |    |   |
| Alfredo Ferrer       | 1962-02-16 | Millonarios            | 1 | 2 | 0 | 3  | 0 |
| Jairo Aguirre        | 1956-03-08 | Deportes Tolima        | 0 | 2 | 0 | 2  | 0 |

Colfútbol · A-internationals · Selecties · Statistieken · Bondscoaches · Colombiaans vrouwenelftal · Olympisch elftal · Colombia U20 · Colombia U17
1938 – 1949 ·
1950 – 1959 ·
1960 – 1969 ·
1970 – 1979 ·
1980 – 1989 ·
1990 – 1999 ·
2000 – 2009 ·
2010 – 2019 ·
2020 – 2029
WK 1962 · 
WK 1990 · 
WK 1994 · 
WK 1998 · 
WK 2014 · 
WK 2018
OS 1968 · 
OS 1972 · 
OS 1980 · 
OS 1992 · 
OS 2016
1938 · 
1939 · 1940 · 1941 · 1942 · 1943 · 1944 · 
1946 · 
1947 · 
1948 · 
1949 · 
1950 · 1951 · 1952 · 1953 · 1954 · 1955 · 1956 · 
1957 · 
1958 · 1959 · 1960 · 
1961 · 
1962 · 
1963 · 
1964 · 
1965 · 
1966 · 
1967 · 
1968 · 
1969 · 
1970 · 
1971 · 
1972 · 
1973 · 
1974 · 
1975 · 
1976 · 
1977 · 
1978 · 
1979 · 
1980 · 
1981 · 
1982 · 
1983 · 
1984 · 
1985 · 
1986 · 
1987 · 
1988 · 
1989 · 
1990 ·
1991 · 
1992 · 
1993 · 
1994 · 
1995 · 
1996 · 
1997 · 
1998 · 
1999 · 
2000 · 
2001 · 
2002 · 
2003 · 
2004 · 
2005 · 
2006 · 
2007 · 
2008 · 
2009 · 
2010 · 
2011 · 
2012 · 
2013 · 
2014 · 
2015 · 
2016 · 
2017 ·
2018 ·
2019 ·
2020 ·
2021
Algerije ·
Argentinië ·
Australië ·
Bahrein ·
België ·
Bolivia · 
Brazilië ·
Canada ·
Chili ·
China · 
Costa Rica ·
Cuba ·
DDR ·
Duitsland ·
Ecuador ·
Egypte ·
El Salvador ·
Engeland ·
Finland ·
Frankrijk ·
Griekenland ·
Guatemala · 
Haïti ·
Honduras ·
Hongarije ·
Hongkong ·
Ierland ·
Irak ·
Israël ·
Ivoorkust ·
Jamaica ·
Japan ·
Joegoslavië ·
Jordanië ·
Kameroen ·
Koeweit · 
Liberia · 
Marokko ·
Mexico ·
Montenegro ·
Nederland ·
Nederlandse Antillen ·
Nicaragua ·
Nieuw-Zeeland · 
Nigeria ·
Noord-Ierland ·
Noorwegen ·
Panama ·
Paraguay ·
Peru ·
Polen ·
Puerto Rico ·
Qatar ·
Roemenië ·
Saoedi-Arabië ·
Schotland ·
Senegal ·
Servië ·
Slovenië ·
Slowakije ·
Sovjet-Unie ·
Spanje ·
Trinidad en Tobago ·
Tsjecho-Slowakije ·
Tunesië · 
Turkije · 
Uruguay ·
Venezuela ·
Verenigde Arabische Emiraten · 
Verenigde Staten ·
Zuid-Afrika ·
Zuid-Korea ·
Zweden ·
Zwitserland
Brazilië (2014) ·
Engeland (2018) ·
Griekenland (2014) ·
Ivoorkust (2014) ·
Japan (2014) ·
Japan (2018) ·
Polen (2018) ·
Senegal (2018) ·
Uruguay (2014)